# Architecture oblique
L'architecture oblique ou fonction oblique est un mouvement artistique, créé par Claude Parent et Paul Virilio en 1964, qui se définit comme « la fin de la verticale comme axe d'élévation, la fin de l'horizontale comme plan permanent, ceci au bénéfice de l'axe oblique et du plan incliné ». 

## Principes
Cette théorie, qui participe du déconstructivisme, est le fruit de leurs recherches sur le thème de l'« oblique » et de la « diagonale » et a pour principe l'élimination de l'orthogonalité et l'organisation spatiale de la cité à partir de plans inclinés accessibles et vivables de façon continue dans les trois dimensions. L'architecture est reconsidérée comme un espace accessible en réseau qui supprime toutes les discontinuités traditionnelles, c'est-à-dire d'une part celles entre les trois dimensions (opposition entre horizontale et verticale), d'autre part entre l'édifice et la ville (opposition entre l'édifice et la ville). Les villes et les édifices sont considérés comme des agencements de nœuds de circulations de personnes, de choses, d'énergie, d'informations. Dans la programmation aussi bien que dans le projet, les échelles architecturales et urbaines sont confondues; la représentation perspective est remplacée par des ficelles dont il s'agit d'agencer les nœuds en recherchant des modèles réguliers dans les décors d'entrelacs ou dans la technique de tissage du macramé.[réf. nécessaire]
Ses principes ont été développés par le groupe Architecture-principe et dans l'atelier Virilio-Parent à l'École spéciale d'architecture. La fonction oblique a donné lieu à un livre manifeste, puis à une exposition : Vivre à l'oblique.
Ses principes ont été mis en pratique lors de la réalisation expérimentale d'« espaces obliques » dans les maisons de la Culture au Havre (1969), à Nevers (1971), à Amiens (1972), à Douai (1973), à Chalon-sur-Saône (1973). 
L'Église Sainte-Bernadette du Banlay de Nevers, bâtie en 1966, est aujourd'hui l'une des expressions restantes de cette théorie. L'intérieur conçu comme un espace oblique et son sol, non plat, est en forme de « V »,,. Cette église à l'époque de sa création fut assez mal reçue du fait de son apparence, très influencée par l'« esthétique » des blockhaus de la Seconde Guerre mondiale qui ont impressionné Paul Virilio ; elle a été classée au titre des monuments historiques en mai 2000.

## Œuvres influencées par ce mouvement
- Pierre Riboulet (prototype de rampe dans le bâtiment de l'Institut français d'urbanisme à Marne-la-Vallée)

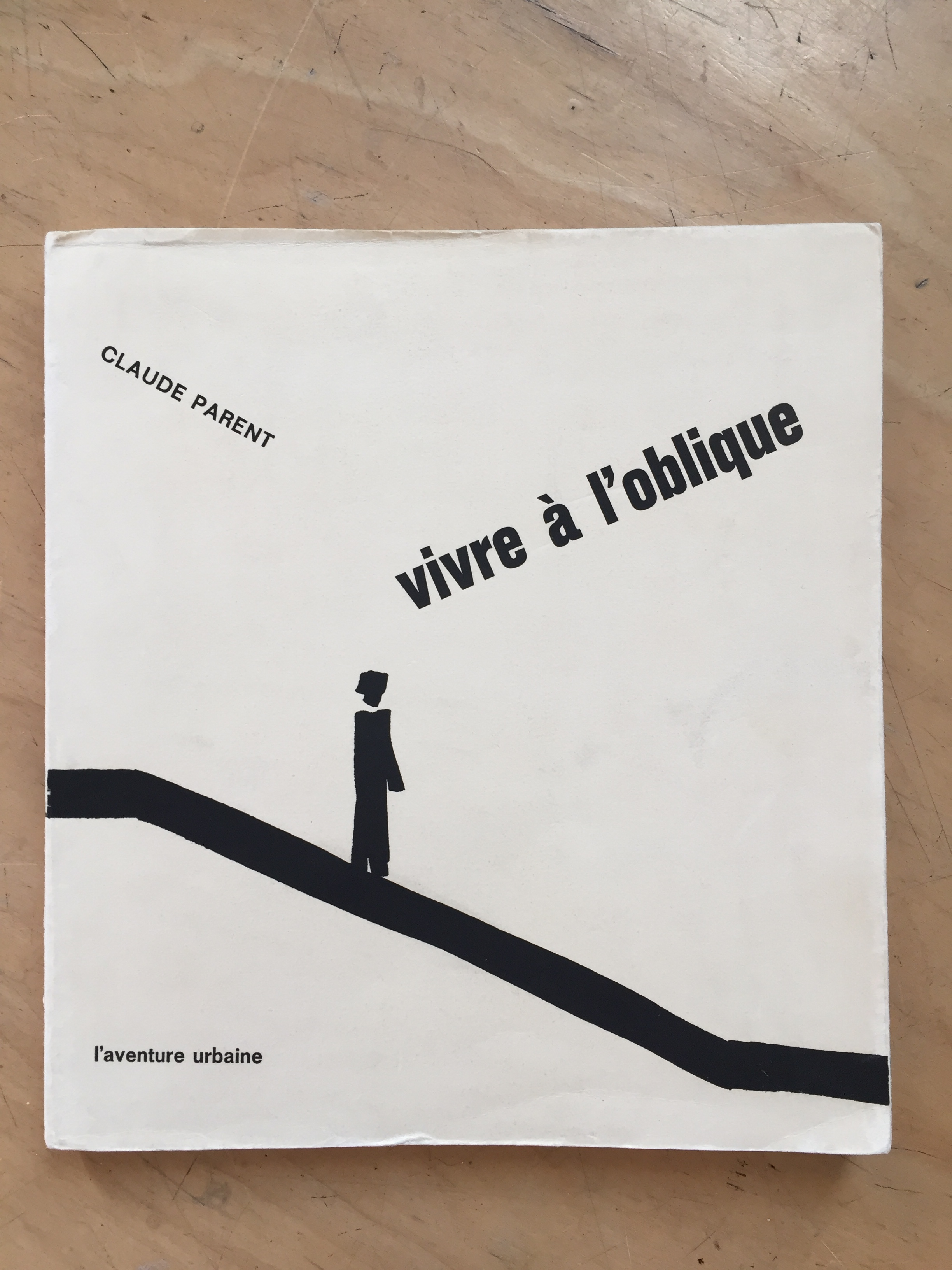
Édition originale de "Vivre à l'Oblique" par Claude Parent, 1970.

- Jean Nouvel
- Daniel Libeskind
- Zaha Hadid